# ایوان (ناحیه پروستییوف)
ایوان (به چکی: Ivaň) یک منطقهٔ مسکونی در جمهوری چک است که در ناحیه پروستییوو واقع شده‌است.
 ایوان ۷٫۳ کیلومتر مربع مساحت و ۴۹۲ نفر جمعیت دارد و ۲۰۸ متر بالاتر از سطح دریا واقع شده‌است.